# 毕业制作
《毕业制作》（日语： Sotsugyo Seisaku）是日本摇滚乐队SHISHAMO在高校时期自主制作的原创专辑，于2013年1月23日首次发行，后又在2013年11月13日新专辑《SHISHAMO》发行同日再次发行。

## 简介
2010年在川崎综合科学高等学校轻音部结成的SHISHAMO，在2012年10月限量推出了第一张实体化单曲唱片《作业没做完》，因专业乐评人的赞赏而逐渐获得了关注度和知名度。此后在2012年12月宣布将要发行本张专辑的消息。这张专辑是SHISHAMO的第二张唱片，首次在日本全国范围发行。
这张专辑发售时值SHISHAMO的三名成员即将毕业之时，因此这张专辑也被作为高校生活的总结，收录了共8首歌曲。专辑发售后SHISHAMO举办了以专辑发售为主题的自身首次全国性的巡回，在日本各地一共进行11场的演唱会，SHISHAMO自己称之为“毕业旅行”。

## 发行
《毕业制作》于2013年1月23日首次发行。在出道专辑《SHISHAMO》发行的当天（2013年11月13日）再次发行。
- 首次发行（商品编号：DGRC-004）
- 再次发行（商品编号：XQFQ-1400）
  - 再次发行时增加了歌词册的内容，除了乐队三人的一些趣事外，还附赠了《做点心》这首歌的乐谱。

## 收录
| CD       | CD                   | CD         | CD    |
| 曲序     | 曲目                 |            | 时长  |
| -------- | -------------------- | ---------- | ----- |
| 1.       | （作业没做完）       | 宫崎朝子   | 3:47  |
| 2.       | （做点心）           | 宫崎朝子   | 2:05  |
| 3.       | （向你告白过的理由） | 宫崎朝子   | 4:32  |
| 4.       | （没有梦想）         | 宫崎朝子   | 3:33  |
| 5.       | （创可贴）           | 吉川美冴贵 | 4:22  |
| 6.       | （退热贴）           | 宫崎朝子   | 3:36  |
| 7.       | （冬季的歌）         | 宫崎朝子   | 5:46  |
| 8.       | （第三个按钮）       | 宫崎朝子   | 3:48  |
| 总时长： | 总时长：             | 总时长：   | 31:29 |